# Федір Черевчей
Фе́дір (Федько́) Черевче́й (? — 1581) — діяч київського магістрату часів Речі Посполитої, війт Києва в 1576–1581 роках.

## Життєпис
Походив зі впливового («патриціанського») міщанського роду Черевчеїв, що мали, ймовірно, татарське походження. Син Івана Черевчея, одного з перших війтів Києва. Уперше згадується у 1540 році, коли йому разом з братами Єськом (Йосипом) та Василем надано привілей короля Сигізмунда I на Введенську ниву, якою володів ще їхній батько (в XVII століття тут з'явилася Введенська вулиця). На той час був повнолітнім з правом отримання спадщини. Спільно з братами займався торгівлею з Польщею та Сілезією, декілька разів виїжджав до Любліна.
У 1-й половині 1540-х років був райцею в магістраті. З 1548 року стає радцею Старої ради, до якої належали лише міські патриції. У 1552 році Федір Черевчей разом з братами згадується в «Описі київського замку». Згодом обійняв посаду бурмистра, але точний рік не встановлено, можливо, це відбулося за каденції його брата Василя у 1560-х роках.
У 1576 році за підтримки київського воєводи князя Костянтина Василя Острозького обирається війтом. Підтвердження на війтівство від короля Стефана Баторія від 6 липня того ж року. Розпочав боротьбу за рівність київських міщан, насамперед представників заможних родів, з польською шляхтою. Ці спроби тривали все урядування Черевчея, успіхом завершилися лише за його наступника. Водночас Черевчей перебував у складній ситуації, намагаючись не вступати у конфлікт з Острозьким, що в свою чергу викликало невдоволення членів магістрату, які не бажали обмеження своїх прав (до цього прагнув київський воєвода). Але домігся у 1576 року надіслання королівської грамоти на ім'я князя Острозького щодо дотримання прав київських міщан.
Федір Черевчей відзначився в судовій суперечці між Матвієм Черевчеєм та Андрієм Кошколдеєм стосовно прав на маєтності Басань і Биків, а також спричинення збитків з боку колишнього війта Гаврила Роя. 9 грудня 1578 року за наказом короля з числа королівських комісарів було призначено засідання комісії, яку очолив Федір Черевчей та земський підсудок Богуфал Павша. Разом з міськими урядниками Федір Черевчей вжив всіх заходів щодо свого захисту, подавши 15 січня 1579 року заяву до асесорського суду, а вже 20 січня того ж року отримали королівський охоронний привілей від короля Стефана Баторія. У травні того ж року за рішенням комісії справу виграв Кошколдей. Втім Федір Черевчей домігся мирової угоди останнього з Гаврилом Роєм та Матвієм Черевчеєм.
Активно захищав права магістрату у стосунках з замковими службовцями та монастирями, які мали значні володіння. У 1578–1580 роках тягнулася судова справа з архімандритом Мелетієм Хребтовичем за те, що Києво-Печерський монастир незаконно поставив корчму, де торгує горілкою. Останній звинуватив магістрат у невиконанні угоди про сплату щороку 15 «каменів» (12,15 кг) воску на користь Києво-Печерського монастиря.
Помер 1581 року. Наступним війтом було обрано Семена Конашковича.